# Боссон
Бо́ссон (швед. Bósson; настоящее имя Стаффан Ульссон (швед. Staffan Olsson); род. 21 февраля 1969) — шведский певец и композитор. Широкую известность в Европе и за её пределами приобрёл после выхода песни «One in a Million», заглавного трека фильма «Мисс Конгениальность».

## Биография

### Детство и юность
Стаффан Ульссон родился 21 февраля 1969 года в небольшом шведском городе Саро, расположенном в 20 километрах от Гётеборга. С детства мальчик проявлял музыкальные способности. Его первое выступление состоялось на детском рождественском фестивале Lucia, когда Стаффану исполнилось всего 6 лет. Так он дебютировал перед широкой публикой, исполняя рождественские песни.
По окончании школы примыкает к музыкальной группе Elevate, которая быстро набирает популярность в Швеции. Молодые ребята буквально взлетают на вершину музыкального Олимпа. Главное достижение — победа в национальном музыкальном конкурсе, которая даёт группе возможность записать свои хиты в Jam Lab Studios. Выпустив три сингла, Elevate отправляется в гастрольное турне по Европе.

### Начало сольной карьеры (1997—1999)
Популярность и внутренние амбиции подталкивают певца к сольному творчеству. В 1996 году Стаффан покидает группу, и с этого момента он обретает новое имя.
Происхождение псевдонима «Боссон» певец неоднократно объяснял в своих интервью: в переводе со шведского Bosson (Bo’s son) означает «сын Бо» (имя отца Стеффана).
В 1997 году записывает свою первую песню Baby Don’t Cry («Детка, не плачь»). Трек понравился лейблу MNW (стокгольмская студия, в которой начинал продюсер Макс Мартин, раскрутивший Backstreet Boys, *NSYNC и Бритни Спирс). Звукозаписывающая компания выпустила сингл в ротацию осенью 1997 года. Песня быстро завоевала первые позиции в танцевальном чарте Швеции, а затем и в хит-парадах других стран Европы.
Популярность музыкальной композиции обусловила выход дебютного альбома The Right Time («Справедливое время») в 1999 году. В работе над альбомом принимали участие С. Кипнер (соавтор песни Кристины Агилеры Genie In a Bottle), а также композитор и продюсер Джек Кугелл.

### Творческий взлёт (2000—2003)
К 2000 году Боссон уже был достаточно популярен в Швеции. Развивая свои способности как композитор, поэт, программист и вокалист, он записывает в Гётеборге хиты, открывшие для него дорогу в Америку — We Live и Where Are You. Обе песни вышли синглами в Лос-Анджелесе одновременно и тут же сделали Боссона знаменитым.
В том же году Боссон знакомится с Бритни Спирс, которая приглашает его в совместное турне по США. Боссон выступает на разогреве.
Весной 2001 года выступает вместе с Кайли Миноуг в Европе для 70-тысячной аудитории. С новой шведской звездой выступают Ленни Кравиц, Эл Ди Меола, Джессика Симпсон, *NSYNC, Westlife.
Композиция Боссона One In a Million («Одна на миллион») становится главным саундтреком фильма «Мисс Конгениальность». Песня входит в десятку лучших хитов в Европе и Азии. В 2000 году выдвигается на премию "Золотой глобус". В 2001 году за One In a Million Боссон получает премию Best Newcomer Awards на Radio Music Awards 2001 в Сингапуре.
Альбом One In a Million записывается Боссоном в 2001 году в соавторстве с П. Бестромом и С. Кипнером.

### Дальнейший творческий путь
В 2003 году на волне успеха выходит его новое творение — диск Rockstar («Рок-звезда»), в котором Боссон сфокусировал своё внимание на евродиско. Сингл «You Opened My Eyes» занял 4-ю позицию чарта «Еврохит Топ 40» Европы Плюс, проведя там 23 недели.
Затем певец надолго исчезает с коммерческой эстрады и сосредоточивается на работе над новым альбомом. Релиз четвёртого альбома состоялся в 2007 году: весной 2007-го компания Figury Production выпускает диск Futures Gone Tomorrow, Life Is Here Today.
С конца 2008 года открывается новый этап в творчестве певца, и он начинает работать над первым синглом нового альбома в стиле Rnb в студиях Лондона и Лос-Анджелеса.
Летом 2009 г. на российских радиостанциях компания Figury Production и DJ Ivan Martin (Love Radio) запускают танцевальную кавер-версию песни Moscow calling и первый сингл из будущего альбома Wake up.
Зимой 2010 года совместно с компанией Universal Music Russia выпускается российская эксклюзивная подарочная версия альбома BOSSON. The Best Collection CD/DVD.
17 июня 2013 года, через шесть лет после четвёртого, вышел пятый альбом Best of 11-Twelve. Название альбома певец объясняет тем, что в него вошли лучшие из песен, сочиненных и записанных им за 2011—2012 гг. Три из 15-ти песен альбома выходили синглами: Guardian Angel в 2011 г., Love Is In The Air и 10.000 Feet в 2012 г. Остальные 12 песен являются новыми.
28 декабря 2013 года участвует в украинском шоу Х Фактор, где поёт с группой «Триода».

## Дискография

### Альбомы
- 1998 — The Right Time
- 2001 — One in a Million
- 2003 — Rockstar
- 2007 — Future’s Gone Tomorrow, Life Is Here Today
- 2013 — Best of 11-Twelve

### Синглы
- 1997 — Baby Don’t Cry
- 1999 — We Live
- 1999 — New Millenium
- 2001 — One in a Million
- 2001 — I Believe
- 2001 — Over the Mountains
- 2002 — Weightless (Duet with Emma Andersson)
- 2002 — This Is Our Life
- 2003 — You Opened My Eyes
- 2003 — A Little More Time
- 2003 — Beautiful
- 2004 — Efharisto
- 2004 — Falling in Love
- 2004 — I Need Love
- 2006 — You
- 2007 — What If I
- 2007 — I Can Feel Love
- 2007 — Небо в глазах (дуэт с Лолитой)
- 2007 — Believe in Love
- 2011 — Guardian Angel
- 2012 — Love Is In The Air (feat. Baby Bash & Apollo-4)
- 2012 — 10.000 Feet (feat. Nobium & Wreck’n'play/Apollo-4)
- 2013 — Тобой живу (дуэт с Катей Лель)
- 2018 — Она (feat. EDGAR)
- 2018 - Vi Borde Andas Samma Luft